# Poveri ma ricchi - Colonna sonora originale
Poveri ma ricchi - Colonna sonora originale è una colonna sonora del cantante italiano Francesco Gabbani, pubblicata il 9 dicembre 2016 dalla BMG Rights Management.

## Descrizione
Contiene le musiche composte dall'artista per il film Poveri ma ricchi, diretto da Fausto Brizzi, nonché il singolo Amen (e la corrispettiva versione strumentale), con il quale Gabbani ha vinto il Festival di Sanremo 2016 nella categoria Nuove Proposte.
Tra i brani contenuti nel disco sono presenti anche il brano inedito Marikita dei Ricchi e Poveri e due versioni di Felicità di Al Bano e Romina Power, per l'occasione interpretate dallo stesso Al Bano con Lucia Ocone e i protagonisti del film.

## Tracce
1. Foglie al gelo – 3:27
2. La casa tra gli abeti – 2:59
3. Mani mani – 4:29
4. Azione extra – 1:20
5. Ombre in fuga – 1:40
6. Prelevando la gioia – 1:07
7. Confessione vincente – 0:29
8. La scappatoia – 1:14
9. L'attendente – 1:17
10. Carte scoperte – 1:53
11. I fiordi della passione – 3:30
12. Parole sole – 2:32
13. Amen (Instrumental) – 3:16
14. Vernissage gotico – 2:41
15. Vista virtuale – 1:21
16. Foglie al gelo (Instrumental) – 3:28
17. Sospiri sospesi – 2:46
18. Al Bano, Lucia Ocone – Felicità – 3:56
19. Ricchi e Poveri – Marikita – 2:47
20. Ellen Sundberg – Blame It on the Dreamer – 3:08
21. Robert J. Walsh – Gonna Make You Feel Alright – 1:32
22. Bobby Banister, Jonathan Josue Monroy, Matt Naylor, Michael Thomas Geiger – Never Let You Go – 3:06
23. Amen – 3:17
24. Al Bano, Christian De Sica, Enrico Brignano, Lucia Ocone – Felicità (Coro) – 3:56